# I-370 (sous-marin)
Pour les articles homonymes, voir I370.
L'I-370 (イ-370) est un sous-marin de Classe Type D (丁型/潜丁型潜水艦, Tei-gata/Sen-Tei-gata sensuikan) de la sous-classe D1 (丁型/潜輸（伊三百六十一型）, Tei-gata/Sen'yu, classe I-361) en service dans la marine impériale japonaise durant la Seconde Guerre mondiale.
Il a servi pendant la Seconde Guerre mondiale et a effectué des missions de transport entre le Japon et des îles périphériques jusqu'à ce qu'il soit transformé en porte-torpilles d'attaque suicide kaiten en janvier 1945. Il a été coulé en février 1945 alors qu'il opérait pendant la bataille d'Iwo Jima.

## Description
Les sous-marins de la sous-classe D1 étaient des sous-marins de transport à moyenne portée. La construction s'étalant entre 1943 et 1944
Ils ont un déplacement de 1 463 tonnes en surface et 2 251 tonnes en immersion. Les sous-marins mesuraient 73,5 mètres de long, avaient une largeur de 8,9 mètres et un tirant d'eau de 4,76 mètres. Les sous-marins permettaient une profondeur de plongée de 75 m et avaient un effectif de 55 officiers et membres d'équipage.
Kampon a été retenu comme fabricant des moteurs diesel Mk.23B Model 8. Pour la navigation de surface, les sous-marins étaient propulsés par deux moteurs diesel de 925 cv (680 kW), chacun entraînant un arbre d'hélice. En immersion, chaque hélice était entraînée par un moteur électrique de 600 chevaux-vapeur (441 kW). Ils pouvaient atteindre 13 nœuds (24 km/h) en surface et 6,5 nœuds (12 km/h) sous l'eau. En surface, les D1 avaient une autonomie de 15 000 milles nautiques (27 800 km) à 10 noeuds (19 km/h); en immersion, ils avaient une autonomie de 120 milles nautiques (200 km) à 3 noeuds (6 km/h).
Les sous-marins étaient armés de 2 tubes lance-torpilles internes de 53,3 cm à l'avant. Ils transportaient un torpille pour chaque tube, soit un total de 2 torpilles Type 95. Ils étaient également armés d'un canon de pont de 140 mm (L/40) Type 11e année pour le combat en surface et de 2 canons anti-aérien de 25 mm Type 96.

## Construction
Construit par le chantier naval de Mitsubishi à Kobe au Japon, le I-370 est mis sur cale le 4 décembre 1943 sous le nom de sous-marin de transport n°5470. Il est lancé le 26 mai 1944 et renommé I-370. Il est achevé et mis en service le 4 septembre 1944.

## Historique
Le I-370 est mis en service dans la Marine impériale japonaise le 4 septembre 1944 et rattaché au district naval de Sasebo. Le lieutenant de vaisseau (海軍大尉 (Kaigun-dai-i)) Fujikawa Susumu est le commandant du sous-marin lors de sa mise en service. Il est affecté au 11e escadron de sous-marins pendant sa mise au point.
Le 2 décembre 1944, une conférence spéciale de plus de 200 officiers d'état-major et spécialistes se tient à bord du navire amiral de la 6e Flotte, le Tsukushi Maru, pour évaluer les résultats de la première mission kaiten ("Kikusui") à Ulithi. L'état-major examine les rapports et la reconnaissance photographique post-attaque et conclut à tort que trois porte-avions et deux cuirassés ont été coulés lors de l'attaque.
En janvier 1945, le I-370 est converti d'un sous-marin de transport en un porte-torpilles d'attaque suicide kaiten, la conversion impliquant le retrait son canon de pont de 140 millimètres (5,5 pouces) et de sa péniche de débarquement de la classe Daihatsu et leur remplacement par des équipements lui permettant de transporter cinq kaiten sur son pont, ainsi que l'installation d'un radar de recherche en surface de type 22. Le 10 janvier 1945, il participe avec le sous-marin I-368 à des attaques kaiten simulées contre des cibles remorquées en mer intérieure de Seto, qui ont duré 15 jours.
La bataille d'Iwo Jima commence le 19 février 1945 lorsque les forces américaines débarquent sur Iwo Jima. Les Japonais ont formé le groupe Kaiten Chihaya, composé du I-370, du I-368 et du sous-marin I-44, avec l'ordre de se rendre dans les eaux au large d'Iwo Jima et d'y attaquer les navires américains. Le 21 février 1945, le I-370 se met en route depuis la base de kaiten de Hikari et met le cap sur Iwo Jima, où il doit commencer les attaques de kaiten le 26 février 1945.
Le I-370 est en surface juste après l'aube du 26 février 1945, se préparant à lancer ses cinq kaiten pour attaquer neuf transports américains vides naviguant d'Iwo Jima à Saipan, quand l'un de leurs escortes, le destroyer d'escorte de l'US Navy (la marine américaine) USS Finnegan, le détecte sur son radar. Huit minutes après que le Finnegan ait détecté le I-370, le I-370 plonge et rompt le contact radar avec le Finnegan, mais à 6h59, le Finnegan capte le I-370 au sonar. Le Finnegan lance une attaque Hedgehog sans succès, suivie d'une série de 13 grenades sous-marines destinées à exploser en profondeur. Vers 10h00, l'équipage du Finnegan entend un grondement profond, puis observe des bulles d'air atteignant la surface, suivies d'une explosion.
Cela a marqué la fin du I-370, coulé avec la perte des 84 hommes à bord - tout son équipage de 79 personnes et les cinq pilotes embarqués des Kaiten - à la position géographique de 22° 44′ N, 141° 26′ E. Il est à la fois le premier sous-marin du groupe Chihaya et le premier sous-marin de transport transformé en porte-avions Kaiten à être perdu. Une nappe de fioul sur les lieux du naufrage a fini par couvrir une zone de 4 sur 2 milles nautiques (7,4 sur 3,7 km).
Le 6 mars 1945, les Japonais ordonnent au I-370 de rentrer au Japon, mais il n'a jamais accusé réception de cet ordre.
Le 14 mars 1945, la marine impériale japonaise déclare que le I-370 est présumé perdu sans que personne touche Iwo Jima.
Il est rayé de la liste de la marine le 10 avril 1945.